# Aschaffenburg Challenger 2001
L'Aschaffenburg Challenger 2001 è stato un torneo di tennis facente parte della categoria ATP Challenger Series nell'ambito dell'ATP Challenger Series 2001. Il torneo si è giocato a Aschaffenburg in Germania dal 3 al 9 settembre 2001 su campi in terra rossa.

## Vincitori

### Singolare
Simon Greul ha battuto in finale  Martin Verkerk con il punteggio di 7–6(5), 6–2

### Doppio
Aleksandar Kitinov /  Dušan Vemić hanno battuto in finale  Karsten Braasch /  Franz Stauder con il punteggio di 6(3)–7, 6–4, 7–6(6)